# Bagaceratops
Bagaceratops var ett släkte dinosaurier som tillhörde gruppen ceratopsier. Bagaceratops levde i regionen av dagens Mongoliet och Kina under yngre krita för cirka 80 miljoner år sedan.
Kraniet hade ungefär samma form som hos Protoceratops. Arten hade även ett horn på nosen.